# Khu dự trữ sinh quyển Langbiang

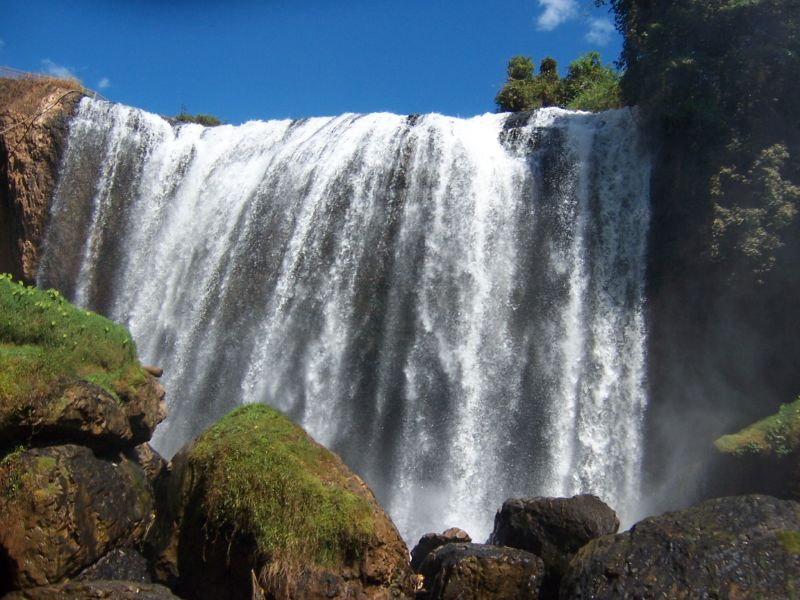
Thác Voi trong khu sinh quyển

Khu dự trữ sinh quyển Langbiang là Khu dự trữ sinh quyển thế giới thứ 9 của Việt Nam được công nhận tại Kỳ họp lần thứ 27 ngày 9/6/2015 của Hội đồng Điều phối Quốc tế Chương trình Con người và Sinh quyển thuộc UNESCO. Đây là Khu dự trữ sinh quyển thế giới đầu tiên tại miền đất Tây Nguyên được UNESCO công nhận, đưa tổng số Khu dự trữ sinh quyển thế giới tại Việt Nam lên con số 9.
Khu dự trữ sinh quyển thế giới Langbiang có diện tích 275.439 ha, nằm ở phía bắc tỉnh Lâm Đồng, thuộc khu vực nam Tây Nguyên, Việt Nam và được đặt tên theo ngọn núi Langbiang, nơi có câu chuyện tình lãng mạn giữa chàng Lang và nàng Biang của người K’Ho - cư dân thiểu số bản địa đã sinh sống ở đây bao đời nay.
Tổng diện tích: 275.439 ha, trong đó:
- Vùng lõi 34.943 ha,
- Vùng đệm: 72.232ha,
- Vùng chuyển tiếp: 168.264 ha

Cao nguyên Lâm Viên (còn gọi cao nguyên Lang Biang, cao nguyên Lang Bian, cao nguyên Đà Lạt, bình sơn Đà Lạt) là một cao nguyên thuộc Tây Nguyên, Việt Nam với độ cao trung bình khoảng 1.500 m (4.920 ft) so với mực nước biển. Phía nam cao nguyên có thành phố Đà Lạt. Phía đông và đông nam dốc xuống thung lũng sông Đa Nhim, tây nam hạ đột ngột xuống cao nguyên Di Linh. Diện tích khoảng 1.080 km². Địa hình đồi núi trập trùng độ dốc dao động 8-10°. Tại đây có các đỉnh núi cao như Bi Doup (2.287 m), Lang Biang (hay Chư Cang Ca, 2.167 m), Hòn Giao (2.010 m). Nước sông trên cao nguyên chảy chậm; những chỗ bị chặn lại toả rộng thành hồ như hồ Xuân Hương, hồ Than Thở, hồ Đa Thiện, hồ Đan Kia (Suối Vàng), thác Cam Ly. Rìa cao nguyên có các thác lớn như Pren (Prenn), Gù Gà, Ankrôet, thác Voi. Phong cảnh đẹp, khí hậu trong lành phù hợp cho trồng rau và hoa quả ôn đới quanh năm, có rừng thông ba lá và thông năm lá diện tích lớn.

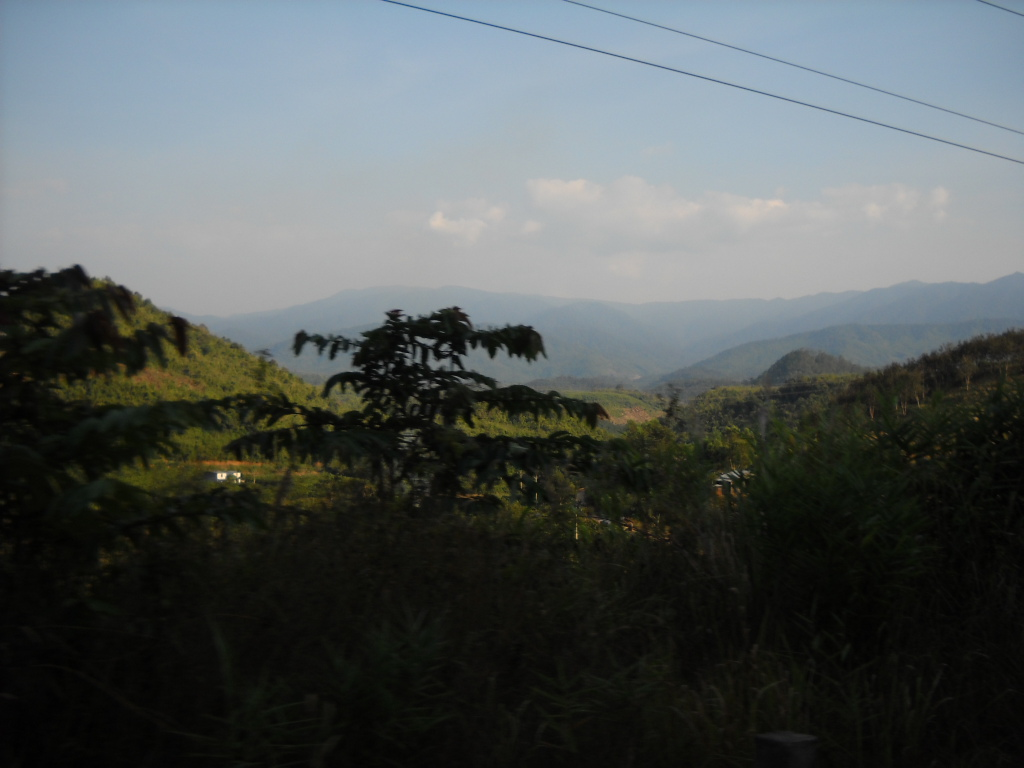
Cao nguyên Lâm Viên,nhìn từ cao nguyên Mơ Nông
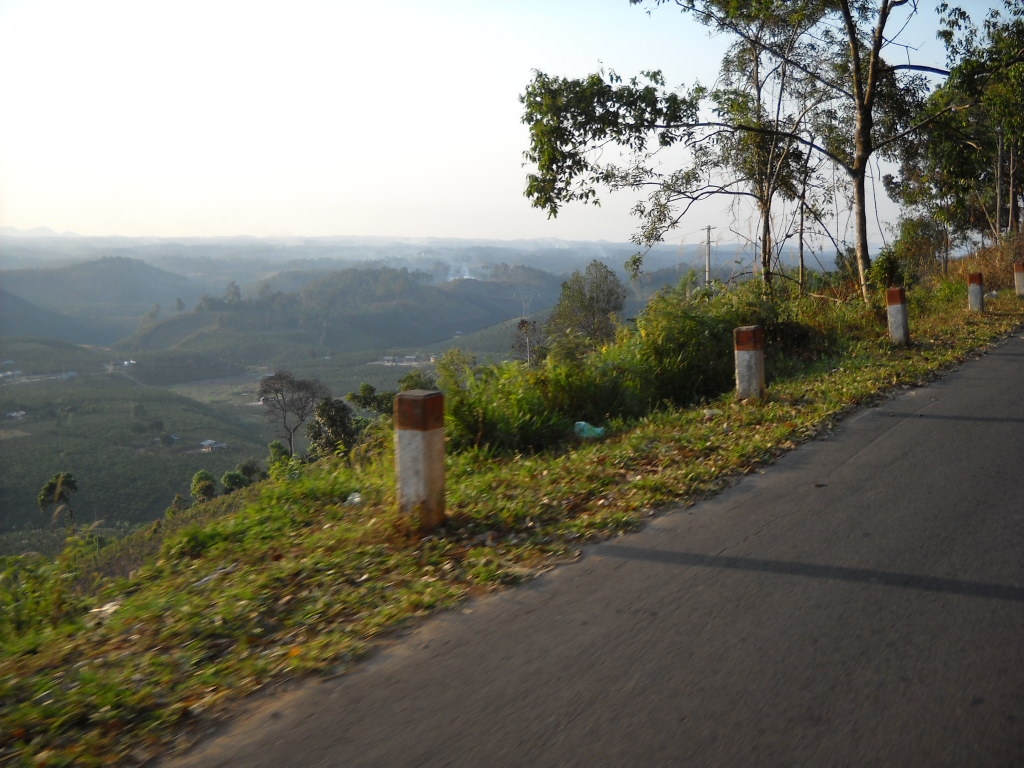
Trên cao nguyên Lâm Viên